# Couronne d'apparat de George Ier

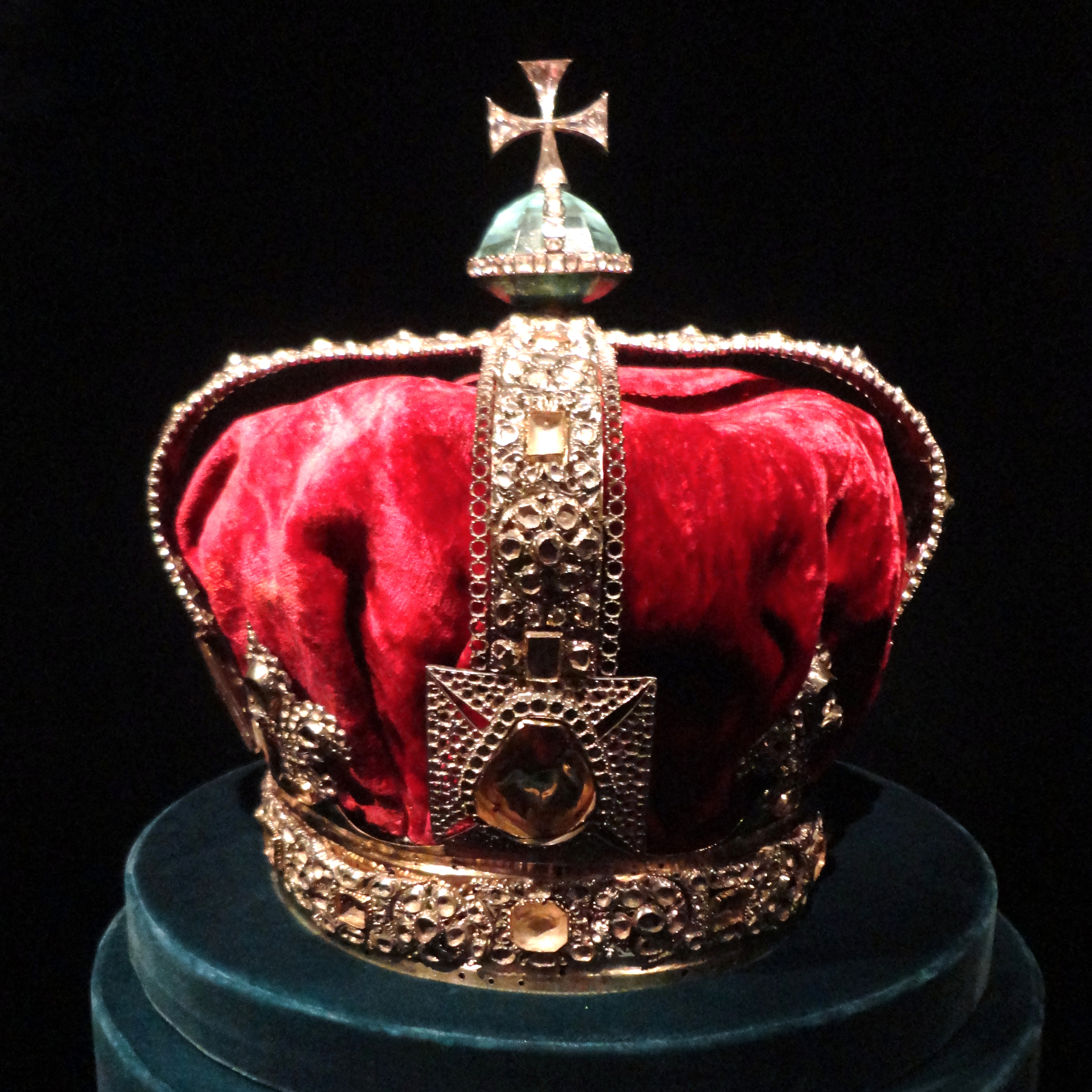
Structure vide à la Tour de Londres.

La couronne d'apparat de George Ier est une couronne impériale créée en 1714 pour le roi George Ier. Elle a été par la suite modifiée et utilisée par les monarques britanniques suivant jusqu'en 1838. La structure en or et le globe en aigue-marine date du règne de Jacques II et font partie des joyaux de la Couronne britannique. Ils sont exposés au public à la Tour de Londres.

## Histoire
Réalisée par le joailler royal Samuel Smithin, la couronne d'apparat de George Ier remplace celle de Charles II (utilisée par ces successeurs Jacques II, Guillaume III et la reine Anne) et comprend plusieurs pierres précieuses et perles provenant de l'ancienne couronne, additionnée de 265 nouvelles perles, 160 diamants, 6 émeraudes et 2 saphirs pour un coût total de 1,440£. De très petits arrangements ont été effectués par la suite sur la forme de la couronne et l'arrangement des pierres. La structure mesure 20,4 cm de hauteur, et le globe en mesure 8,5.
La couronne d'apparat a ensuite été utilisée pour les couronnements de George II (où les arches ont été légèrement étirées vers le haut) et de George III. En 1821, comme elle était vue comme "en très mauvais état", la couronne souffrit de nombreuses ajouts, notamment le remplacement du sommet en forme de losange par un globe en diamants. Même si elle fut présente lors du couronnement de George IV, ce dernier fut couronné avec une nouvelle couronne réalisée spécialement pour l'occasion. Guillaume IV fut le dernier monarque à utiliser la couronne. Pour le couronnement de la reine Victoria en 1838, une couronne impériale fut fabriquée en utilisant les pierres de la couronne de George Ier.
Vidée de ses joyaux et abandonnée par la famille royale, la couronne fut reléguée au Musée de Londres par la famille Amherst de 1933 à 1985. Achetée par Asprey en 1987 puis plus tard par le prince de Brunei Jefri Bolkiah, qui l'offrit au Royaume-Uni. Elle fut évaluée à 576,000£ en 1995 lors d'un transport vers les États-Unis. La couronne fait aujourd'hui partie de la Royal Collection et est exposée au public à la Tour de Londres depuis 1996.

## Description

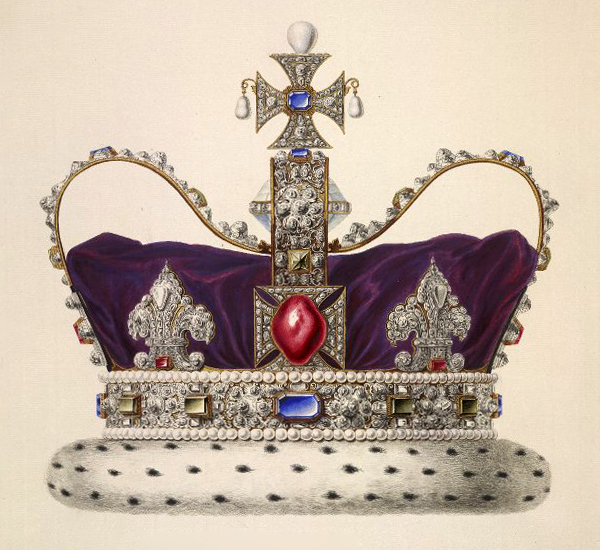
Aquarelle de la couronne dans son aspect originale par Bernard Lens III (1731).

La couronne est représentée dans une aquarelle de 1731 par Bernard Lens III, peintre miniaturiste de la cour de George II. L'inscription qui accompagne l'aquarelle déclare :
La couronne avec laquelle George Ier, roi de Grande-Bretagne, a été couronné le 20 octobre 1714. La doublure est de velours pourpre ou violet; ourlet d'hermine; anneau et arches en or frappé. Les ornements sont d'argent et serti de diamants; les grosses pierres sont des saphirs et des émeraudes, ainsi qu'un peu de rubis. Le rubis incrusté dans la croix frontale provient de Jacques II. Le globe sur lequel la croix supérieure est fixée est une aigue-marine mais émaillée d'or vert sur la partie inférieure. La couronne est portée quand le roi se rend au Parlement, est renouvelée pour chaque nouveau couronnement et est conservée à la Tour de Londres.
Le "rubis incrusté dans la croix frontale" mentionné ici est en réalité le Rubis du prince Noir, un large spinelle qui était à la base dans la couronne d'apparat de Charles II et est mentionné pour la première fois dans les inventaires des Tudor comme utilisé dans la couronne de Henri VIII. L'aigue-marine date de 1685, quand elle a remplacé le globe de la couronne de Charles II mais il fut découvert plus tard qu'il s'agissait de strass ou de verre coloré.